# У-Ял
У-Ял (рос. У-Ял, башк. Уял) — присілок (у минулому селище) у складі Калтасинського району Башкортостану, Росія. Входить до складу Тюльдинської сільської ради.
Населення — 13 осіб (2010; 18 у 2002).
Національний склад:
- марійці — 89 %